# イオンモール高岡
イオンモール高岡（イオンモールたかおか、英: ÆON MALL TAKAOKA）は、富山県高岡市下伏間江にあるイオンモールが運営するモール型ショッピングセンターである。通称は高岡イオン。

## 概要
高岡駅から南に約1.5km、高岡市下伏間江に2002年（平成14年）9月13日に先行オープン、9月19日にグランドオープンした。開店当初の名称は「イオン高岡ショッピングセンター」であった。開店当時の店舗面積は64,534m2。富山県内では、フューチャーシティ・ファボーレ（富山市）の店舗面積37,350m2を上回り、県内最大の商業施設である。当時1.5km離れ、高岡駅南側に同じイオングループの高岡サティが存在した。
出店計画が表面化したのは1998年（平成10年）10月で、市商店街連盟による反対運動も展開されたが、新高岡駅予定地近くに出店すれば市の開発費の支出が抑えられると高岡市側が判断し、出店を決めた経緯がある。1999年（平成11年）3月31日には中部通産局（当時、現在の中部経済産業局）に大規模小売店舗法に基づく3条申請を行い、高岡市と高岡商工会議所に正式に計画を伝えている。
2007年（平成19年）9月22日に現在の「イオンモール高岡」に改称。
2019年（令和元年）9月14日、新高岡駅側に約64,000㎡を増床し、総賃貸面積約79000㎡（3割増）、専門店数200店舗（5割増）としてリニューアルオープン、北陸地方では最大級の大型ショッピングセンターとなった（リニューアル時点、現在は総賃貸面積約82000㎡。）。これにより商圏は増床前の20km圏から30km圏に拡大し、富山市、石川県の七尾市およびかほく市の一部も商圏に加えられることになった。なお2023年現在、総賃貸面積は全国のイオンモールで14番目の大きさとなっている。
また、同年11月15日には残りのリニューアルオープンを実施。9月のリニューアルオープン時点ではまだ開店していなかった一部の専門店が開店した。また、核店舗の「イオン高岡南店（旧ジャスコ高岡南店）」は「イオンスタイル高岡南」としてリニューアルした。

## 主なテナント
現在のテナントの詳細は、公式サイトのショップリストまたはフロアガイドを参照。
東館
新設の西館とは2階の連絡ブリッジで結ばれている。
- イオンスタイル高岡南
- たかおかマルシェ（1階）[12]
- 喜久屋書店（2階）[1]
- TOHOシネマズ高岡（シネマコンプレックス、2階）[1][13][14][15][16]

西館
- H&M（1階）[1]
- GU・ユニクロ（1階）[1]
- 無印良品（2階）[1]
- FUN VILLAGE with トミカ（2階、GiGOに併設）[5]

別棟
- タイヤ館
- DCM
- ペトラス高岡南店（ガソリンスタンド）

## 交通アクセス
公共交通機関（鉄道）
- 西日本旅客鉄道（JR西日本）北陸新幹線・城端線 新高岡駅[5]より徒歩。

公共交通機関（路線バス）
- あいの風とやま鉄道・JR西日本 高岡駅瑞龍寺口（南口）より加越能バス各路線で「イオンモール口」または「イオンモール南」バス停下車。

自動車
- 北陸自動車道高岡砺波スマートICまたは小杉ICより約15分。
- 能越自動車道高岡ICより約15分。